# ランツベルク・アム・レヒ
ランツベルク・アム・レヒ (ドイツ語: Landsberg am Lech) は、ドイツ連邦共和国バイエルン州オーバーバイエルン行政管区のランツベルク・アム・レヒ郡に属す大規模郡都市で、同郡の郡庁所在地である。
この中級中心都市は、ミュンヘンの西約55km、アウクスブルクの南約38kmのロマンティック街道沿いに位置し、ドイツ気象庁によればドイツで最も日照時間の長い都市である。
ランツベルクは、古バイエルンとシュヴァーベンとの国境領域であったレヒライン地方最大の都市であり、中心都市である。
この都市は、レヒ川の堤の上に位置するその立地と保存状態のよい見所の多い旧市街を有することから「バイエルンのローテンブルク」というニックネームを持つ。
広い領域の企業があり、近代的な専門領域の複合体であるこの都市は、ミュンヘン計画地域の中で成功した経済都市の一面も持っている。

## 地理

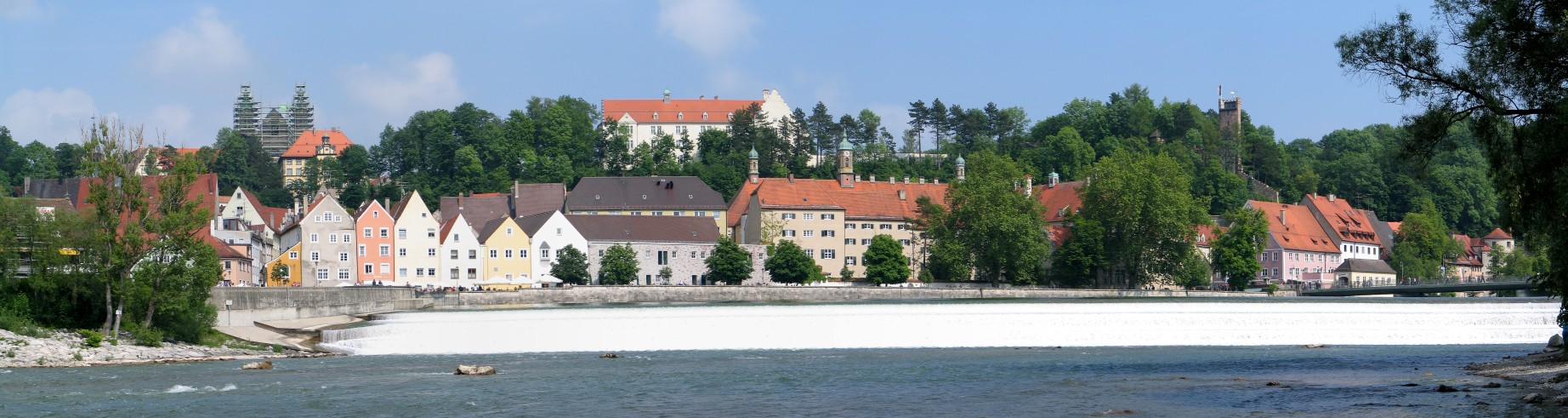
レヒ川対岸から見た旧市街

### 市の構成
本市は、公式には10の地区 (Ort) からなる。このうち小集落や孤立農場などを除く集落を以下に列記する。
- エリヒホーフェン
- エアプフティング
- フリートハイム
- ランツベルク・アム・レヒ
- ピッツリング
- ライシュ

ランツベルクの中心部である歴史的旧市街はレヒ川とその東岸の高い堤の間に位置する。レヒ川西岸の地域（カタリーネンフォアシュタット、ノイアープフティング、ヴェストシュタット、シュヴァイクホーフジートルングといった現在の市街区の大部分）と東の堤の上の地区（バイアーフォアシュタット）は19世紀前半以降に建設された街区である。

## 歴史

### 中世
1135年頃にフェティーネ (Phetine) という、後にランツベルク・アム・レヒの市域に含まれることになる入植地が初めて文献に記載されている。この時にはまだ都市権を有してはいない。ハインリヒ獅子公は1158年に重要な塩の交易路を南よりのルートに移した。このためにフェティーネ付近でレヒ川に橋が架けられた。それまで塩街道はカウフェリング付近の徒渉地でレヒ川を渡っていたのである。この橋を護るために確保したフェティーネ城の下に「Castrum Landespurch」（ランデシュプルフ城）と呼ばれる新しく大規模な城が建設された。この城はやがてヴェッソブルンの修道院の代官が駐在する城となり、アウクスブルク司教に対する国境の防衛を担った。
この城の庇護下で入植は急速に増加し、13世紀にはすでに都市権を有し、Landesperch（ランデスペルヒ）と呼ばれるようになった。これが発展し、現在のランツベルク・アム・レヒとなったのである。塩交易の中継地として栄える。
1315年にこの街はルートヴィヒ・フォン・バイエルンとフリードリヒ美王との戦いで焼失した。この都市は戦略上重要な位置にあるためすぐに再建された。バイエルン公もこの再建を支援した。
1320年、この都市に塩に対する税金を徴収する権利が与えられた。ザルツプフェニヒ（塩の小銭）とよばれるこの税金により街はかなりの富を蓄えた。
1353年に最初の塩蔵が建設された。この蔵に塩が蓄えられ、売買された。17世紀までにこの蔵は3棟になっていた。20世紀になるとランツベルクの塩蔵は消防署の本部として利用され、さらに1990年代にランツベルク市立図書館「レヒシュターデル」（直訳すると「レヒの蔵」）に改装された。
塩以外の交易、特に穀物や木材もレヒ川を使って輸送された。この街の人口は絶えず増加を続け、1415年と1435年には市壁の拡張が必要となった。これによりランツベルクの北部と東部は大きく拡大した。1419年にバイエルン公エルンストは川の通行税徴収を許可し、その収入はランツベルクの防衛施設建設に充てられた。1425年には市街への東の入り口としてバイエルン門が造営された。この門を通って塩街道は市内へ通じていた。
エルンスト公は1429年に現在も使われている市の紋章を授けた。また、彼は1437年にユングフェルンゲルト（若い娘基金）制度を設けた。ランツベルク市民は税収入の中から毎年40プフェニヒを2人の若い娘に婚資として渡すことが義務づけられた。

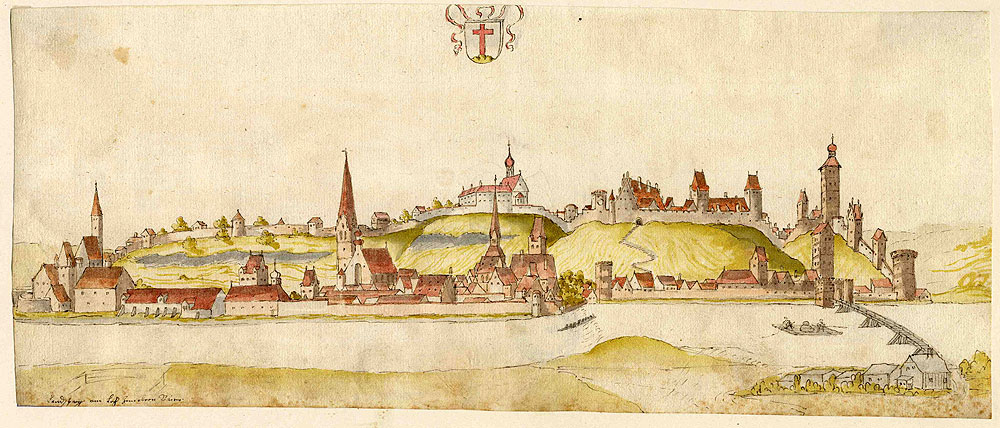
1580年頃のランツベルク・アム・レヒ

### 近世
1762年に初めて、番地制度が文書によって確認される。現在も有効なこの番地制度は1790年に固定された。現在の通りの名前とは無関係に、ハウプト広場の 1 からホーフグラーベンの 496 a まで番号が付けられた。副え番の a、b、c、あるいは1/2、1/3、1/4は分割されたり後から建てられたものであることを示す。

#### ナチズム

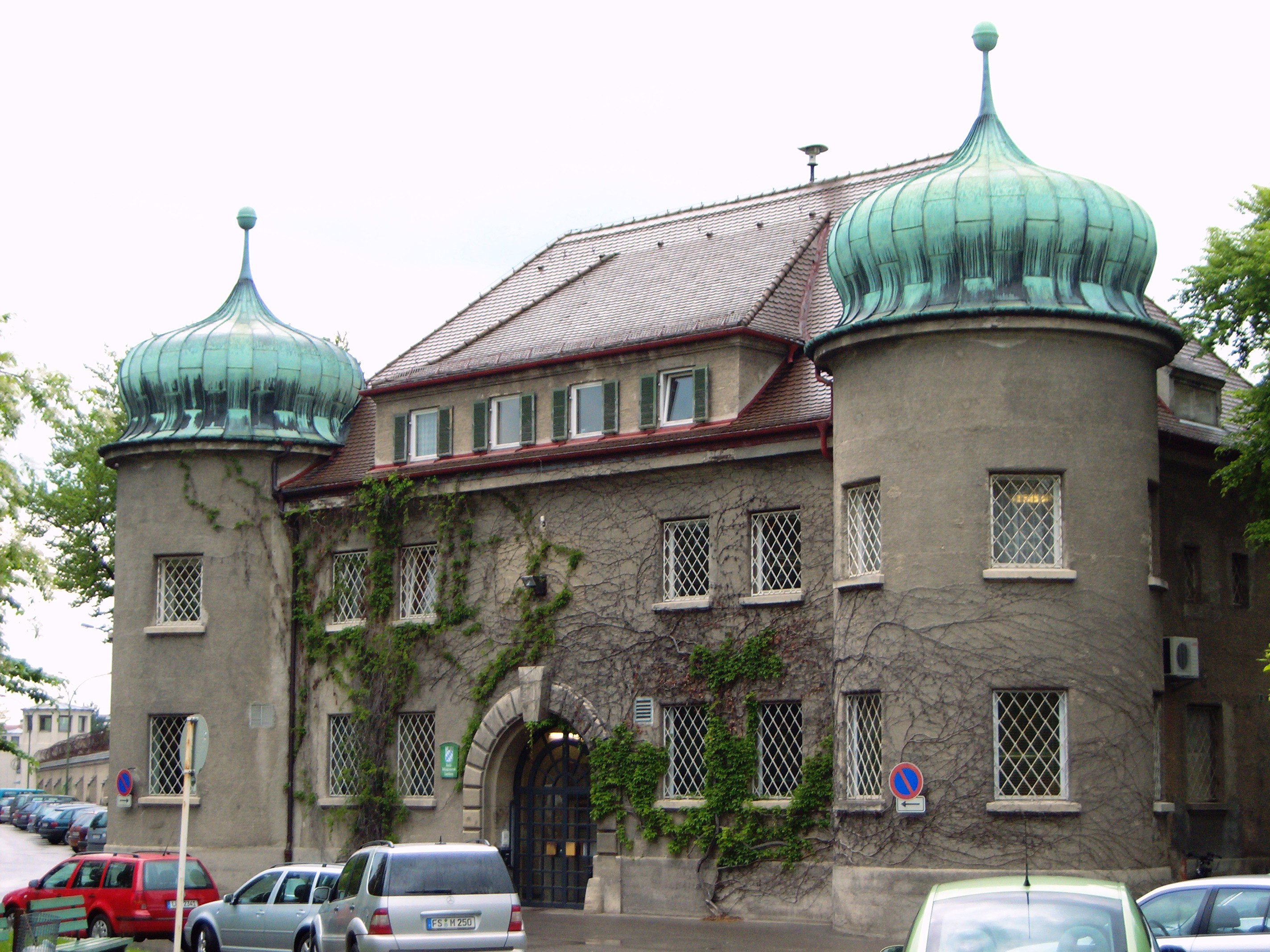
ヒトラーが城塞禁錮刑に服し、「我が闘争」を執筆したランツベルク刑務所

ランツベルクは、この地で一時期城塞禁錮刑に服していたアドルフ・ヒトラーを介してナチズムの上で重要な役割を演じたのかもしれない。ヒトラーは禁錮刑服役中の1924年に『我が闘争』を執筆したからである。その刑務所のあるランツベルク・アム・レヒは1937年から1945年まで、ミュンヘン、ニュルンベルクに次ぐ国家社会主義第3の中心都市であった。「ランツベルク — ユーゲントの街」のスローガンの下、ヒトラーユーゲントの中心地として知られていた。ユーゲントのパレードのための巨大なスタジアムが計画されたが、建設には至らなかった。
1944年、第二次世界大戦末期にランツベルクおよびカウフェリング周辺に、11の施設からなる外部強制収容所群（大規模な強制収容所の他にドイツ占領地域の各地に小規模な施設からなる外部強制収容所があった）が建設された。これらは「カウフェリング」と総称されたが、司令部はランツベルクに置かれていた。1944年6月18日にアウシュヴィッツからまず約1,000人の収容者がカウフェリングに移送された。軍備プロジェクト「リンゲルタウバー」作戦に基づき、新型のジェット戦闘機メッサーシュミット Me262を製造するため、巨大な地下掩蔽壕を建造するためであった。飢餓、冷気、チフスをはじめとする疫病が蔓延する劣悪な宿泊施設での強制労働が終戦により強制収容所が解体されるまで続き、収容者らはこの強制収容所を「冷たい火葬場」と呼んだ。1944年10月末までは、働けなくなった収容者はアウシュヴィッツに送還されガス室で殺害された。1944年10月以降は（ガス室が解体されたため）収容所内で亡くなった。遺体は周辺の共同墓に埋められた。15,000人の収容者がユダヤ人撲滅の最終フェーズをこの収容所内で生き延び、1945年4月27日にアメリカ軍によって解放された。
レヒ川の河原にあるペッシンガー・アウのヴィルトパークに、かつてドイツに100基あったシュラーゲター・シュタインの一つがある。この石はレジスタンス運動の闘士アルベルト・レオ・シュラーゲターの栄誉を記念して建てられたものである。

### 現代
1945年、ランツベルク・アム・レヒ周辺の強制収容所に収容されていたユダヤ人収容者らは住む場所がなく難民化した。彼らの多くは親類縁者も亡くしており、帰る場所がなかったのである。この他に何千人ものDP（Displaced Person: 旧ドイツ領の東プロイセンやシレジア、チェコ領であったズデーテン地方などから追放された人々）がランツベルクで連合軍によって保護された。
1945年5月9日にアメリカ軍はザールブルク兵舎内にDPキャンプを設けた。1945年末、ここには約7,000人のDPが住んでいた。しかし、ユダヤ人DPは約23,000人いたのである。ランツベルク市民とDPの関係は多くの心に傷として刻まれており、問題がないわけがなかった。人々は門前の収容所生存者に恐怖を抱いていた。
1947年から1948年までランツベルク・アム・レヒDPキャンプで、ホロコースト生存者の運命を描いたイディッシュ語のドイツ映画 "Lang ist der Weg"（路は遠い）が撮影された。主演はイスラエル・ベーカーで、この街には彼にちなんで名付けられた通りがある。
イスラエル建国後、ランツベルクDPキャンプは次第に通過収容所となっていった。かつての強制収容所収容者はここで社会復帰に努め、イスラエル、USA、その他の国への移住の準備がなされた。DPキャンプには学校や作業場が整備され、9つのキブツが形成され、さらにキャンプ内の新聞 iddische Landsberger Cajtung が刊行されていた。
1950年4月までにDPキャンプの収容者数は1,500人に減少した。DP収容所は、最終的に1950年11月1日に廃止された。
1945年から1958年までの間、ランツベルク刑務所は占領国によって、ドイツ人戦争犯罪者を収容するために用いられた。1946年にこの刑務所はアメリカの第1戦争犯罪者刑務所に指定された。1951年までにランツベルクでは有罪判決を受けた戦争犯罪者の刑が執行された。その精確な数は、279人から300人以上の間で議論の対象となっている。

## 行政
ランツベルク・アム・レヒの市議会は、30議席からなる。
歴代の（上級）市長は以下の通り
- - 1988年 ハンス・ハンベルガー (Hanns Hamberger) (CSU)
- 1988年 – 2000年 フラツ・クサヴァー・レスレ (Franz Xaver Rößle) (UBV)
- 2000年 – 2012年 インゴ・レーマン (Ingo Lehmann) (SPD)
- 2012年 – 2020年 マティアス・ノイナー (Mathias Neuner) (CSU)
- 2020年 – ドーリス・バウムガルトル (Doris Baumgartl) (Unabhängige Bürgervereinigung)

### 姉妹都市
- ハドソン（USA、オハイオ州）
- サン・ローラン・デュ・ヴァー（フランス、アルプ＝マリティーム県）
- ヴァルトハイム（ドイツ、ザクセン州）
- フェイルスワース（イギリス、イングランド、グレーター・マンチェスター）
- ロッカ・ディ・パーパ（イタリア、ラツィオ州）
- ブッシー（英語版）（イギリス、イングランド、ハートフォードシャー）
- シオーフォク（ハンガリー、ショモジ県）

## 文化と見所

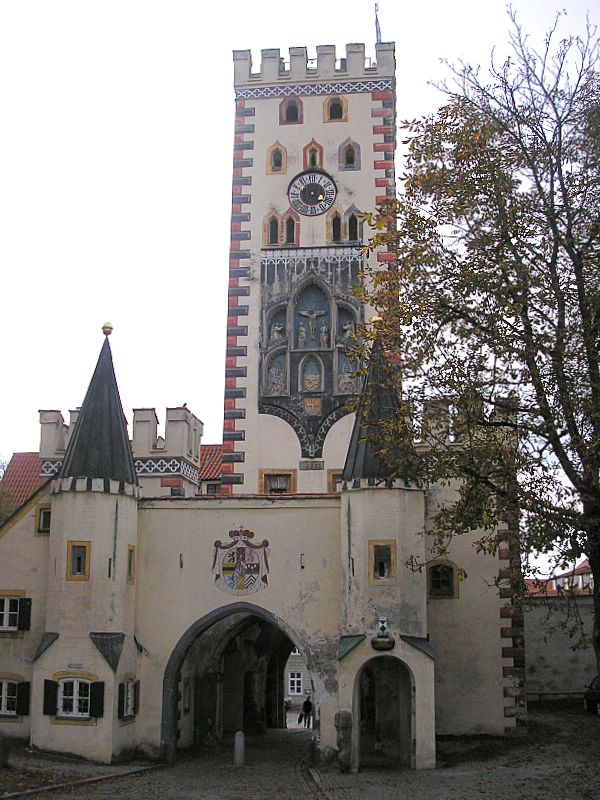
バイエルン門

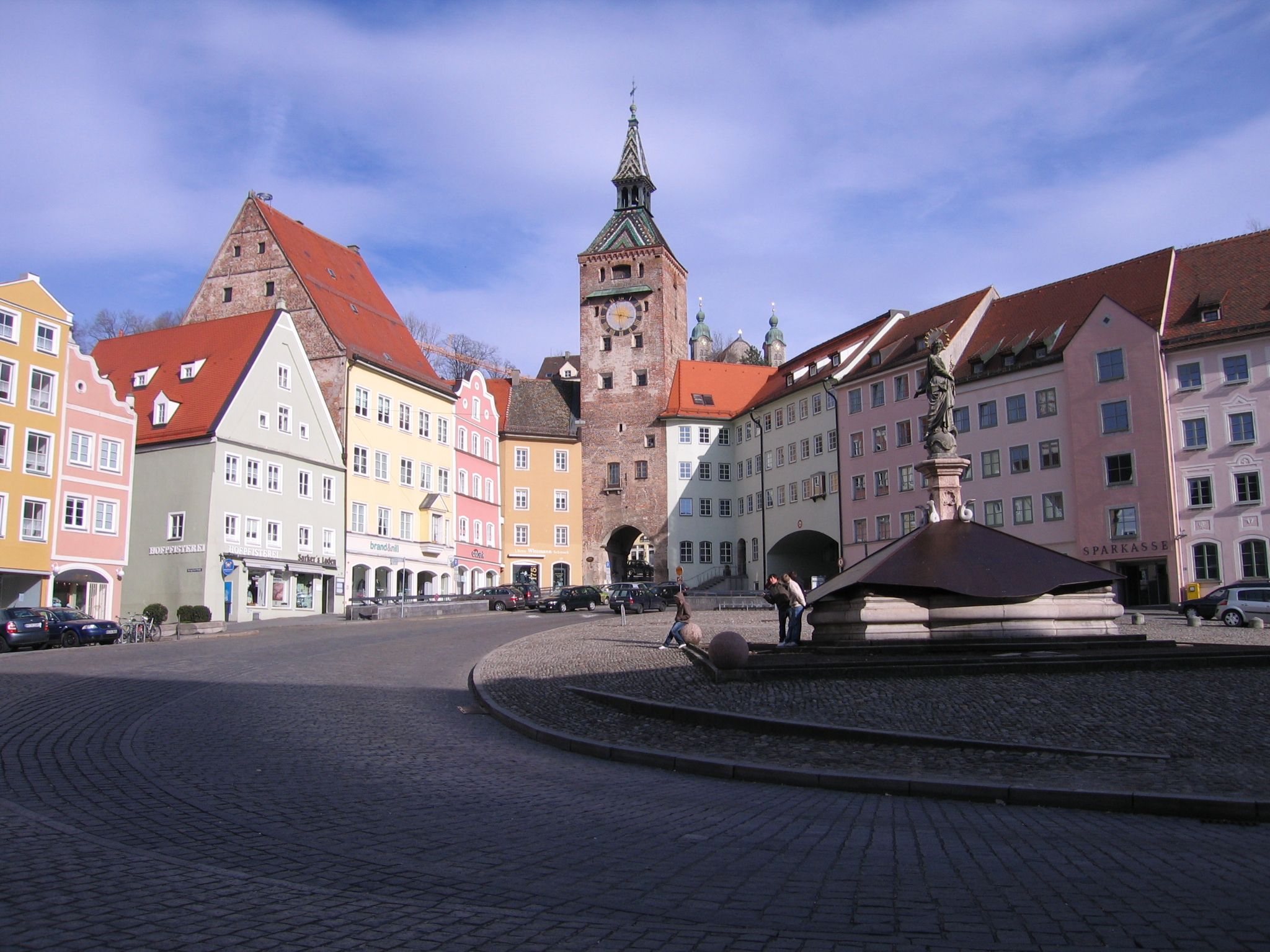
ハウプト広場とシュマルツ塔

### 建築
- バイエルン門: 高さ36m、1425年建造。展望台がある。
- 旧市庁舎（1719年）：ドミニクス・ツィンマーマンにより建造された。壁面に浮彫のあるバロック様式の傑作。
- マリアの噴水（1783年）があるハウプト広場[3]。
- 彩色瓦屋根のシュマルツ塔（13世紀）
- アルテ・ベルクシュトラーセ（バイエルン門からハウプト広場までを結んでいる）
- ムッター塔（母の塔、1884年）フーベルト・フォン・ヘルコマーが母の栄誉を讃えて建造した。
- カロリーネン防壁/レヒ防壁（3段）
- ヘクセン街区: 古い木製のバルコニーがある芸術家街区
- 城山: 城館があり旧市街が一望できる。
- フォルデランガーの聖ヨハネス分教会
- イェズイーテンコレクスの旧アーケード広場（1576年 - 1609年）
- ノンネン塔があるクレスタール街区
- 展望台のあるユングフェルンシュプルング（1300年から1350年の間）
- ダッハル塔、またはドーレン塔とも呼ばれる（1450年から1500年の間）
- 水車小屋への導水路沿いのフェーバー門（1458年）
- 馬市場前のベッカー門（15世紀）
- ヘクセン塔（15世紀）同名のレストランになっている
- プルファー塔（15世紀）現在はランツベルク山岳救難隊の宿舎になっている
- ザンダウアー門（1630年）かつて市の染色場（1500年）だったシュタッフィンガー・ホーフの近くにある
- ランツベルクの塩蔵（14世紀から18世紀まで使われた）
- 旧墓地: 保護文化財に指定されている墓石や墓地教会（1596年 - 1598年）がある
- ランツベルク駅: 1872年建造。2007年に今年の駅 小都市の駅部門に選ばれた。[4]
- ランツベルク刑務所（1904年 - 1908年）ミュンヘン一揆後に収監されたアドルフ・ヒトラーが『我が闘争』を執筆したことで知られる
- ペーリング城（16世紀）レオプレヒティング男爵カールにより建造された。

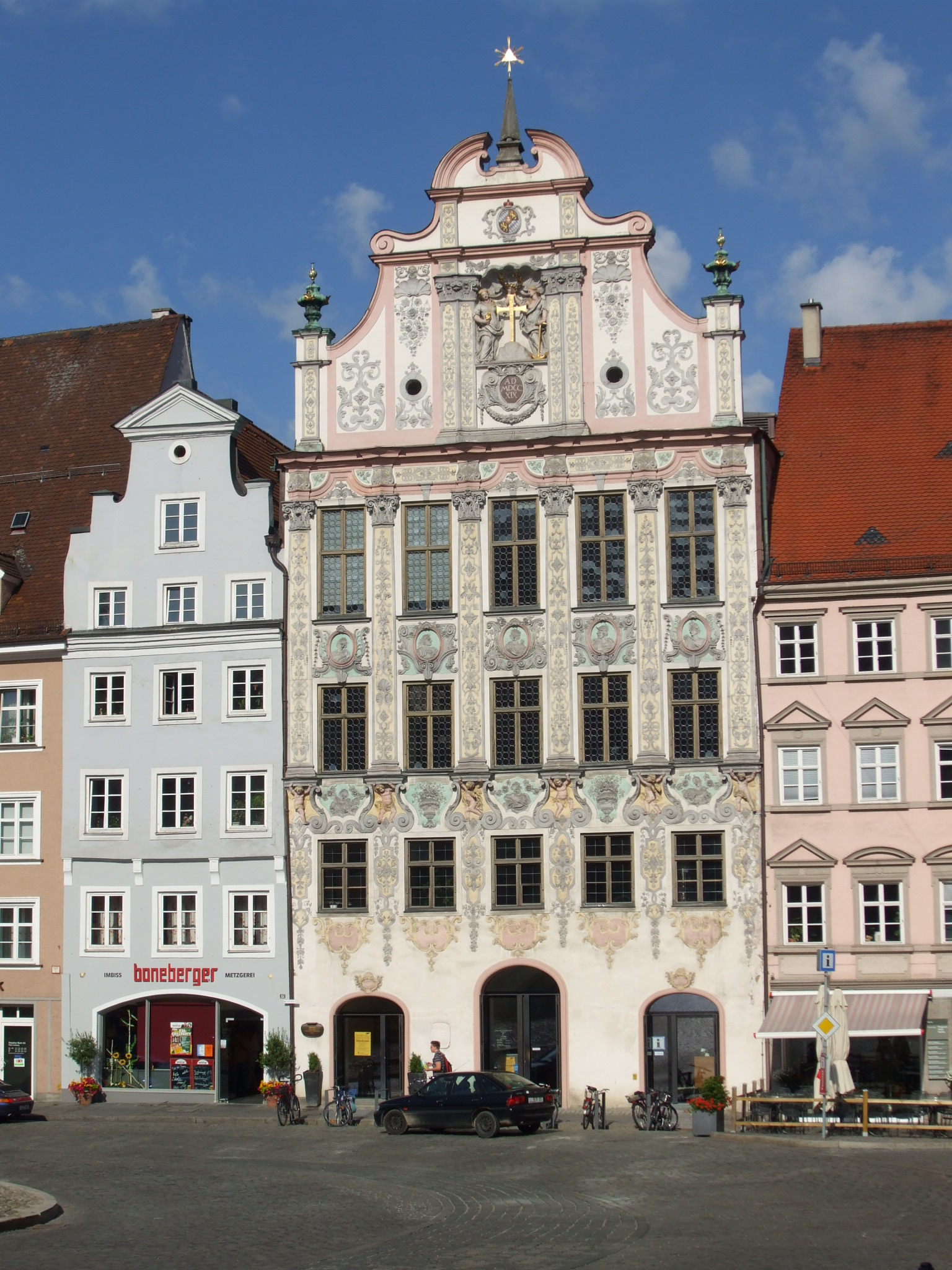
旧市庁舎
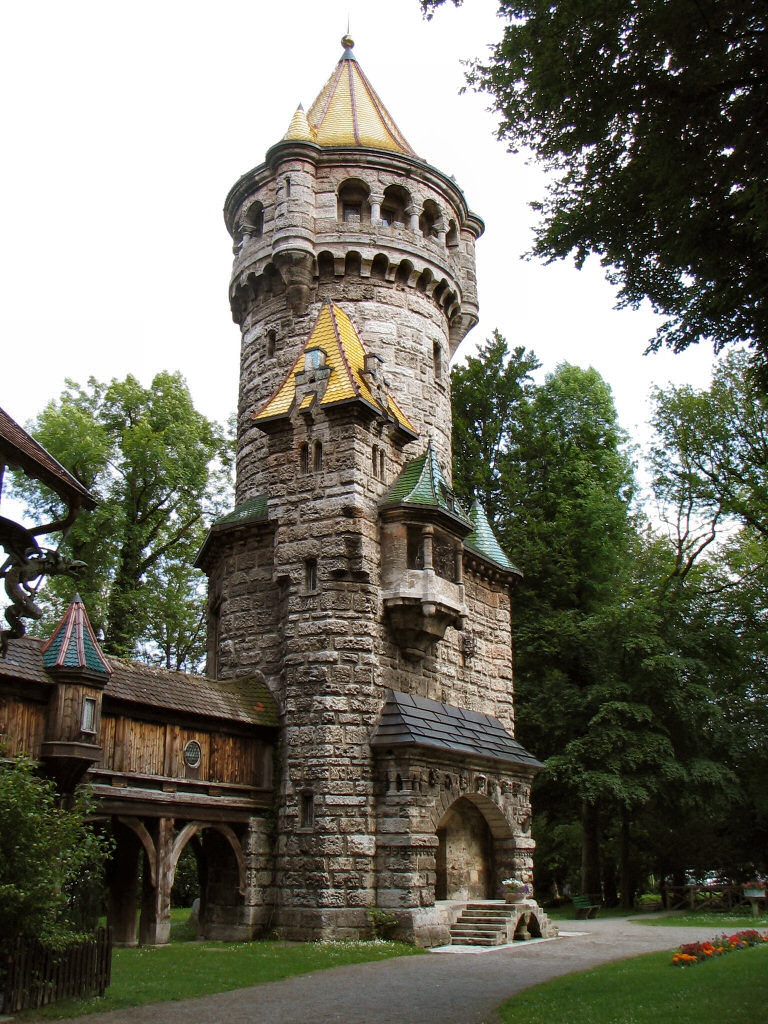
ムッター塔
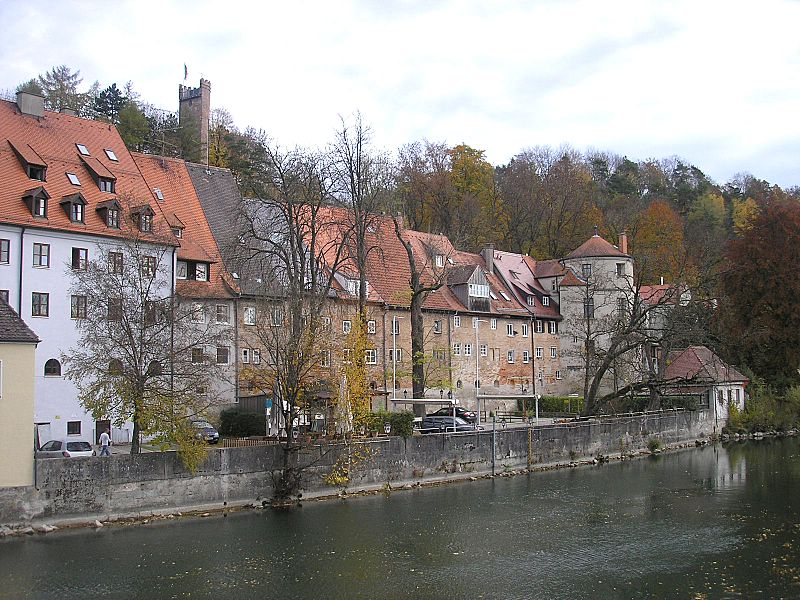
レヒ川沿いの市壁
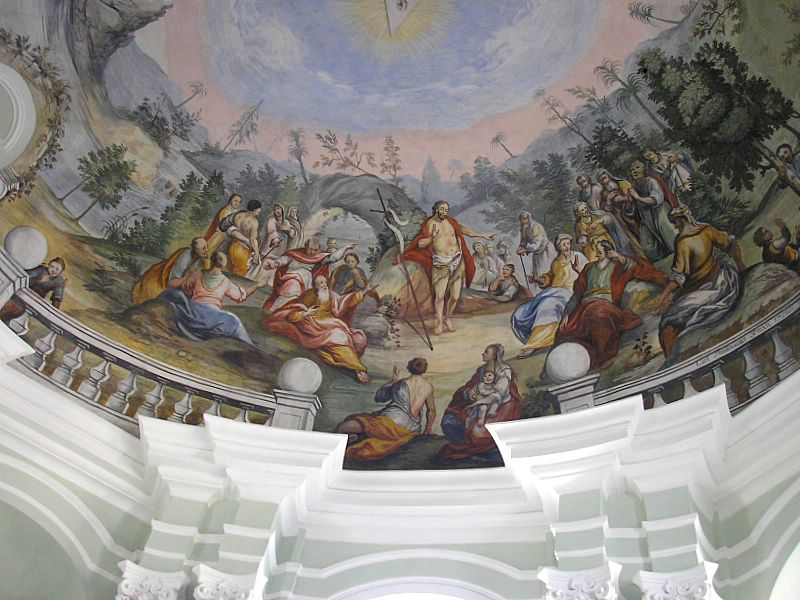
聖ヨハネス分教会の天井画
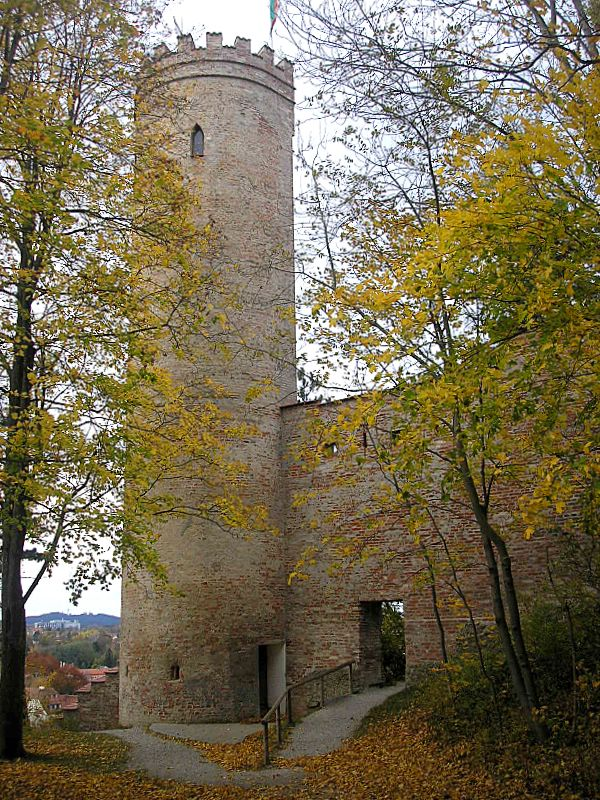
ユングフェルンシュプルング
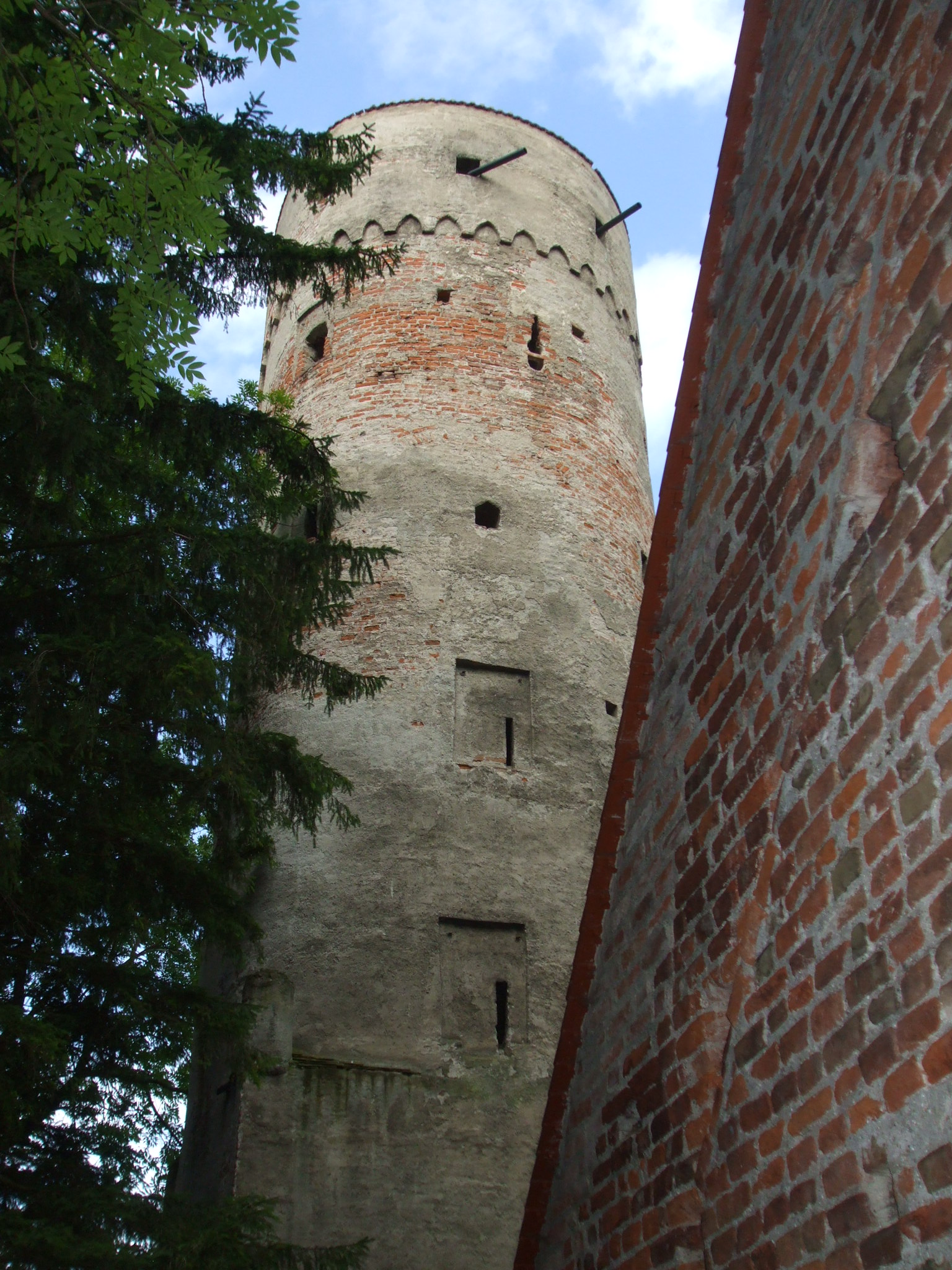
ダッハル塔
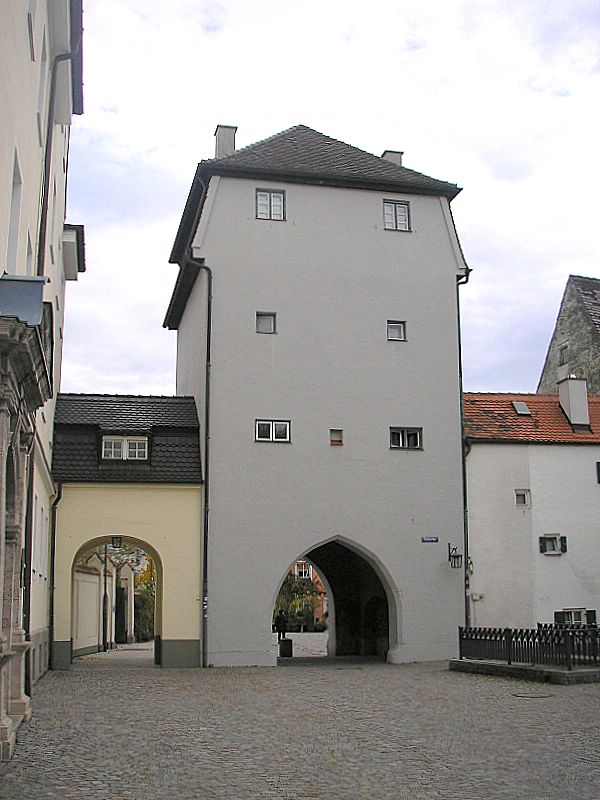
フェーバー門
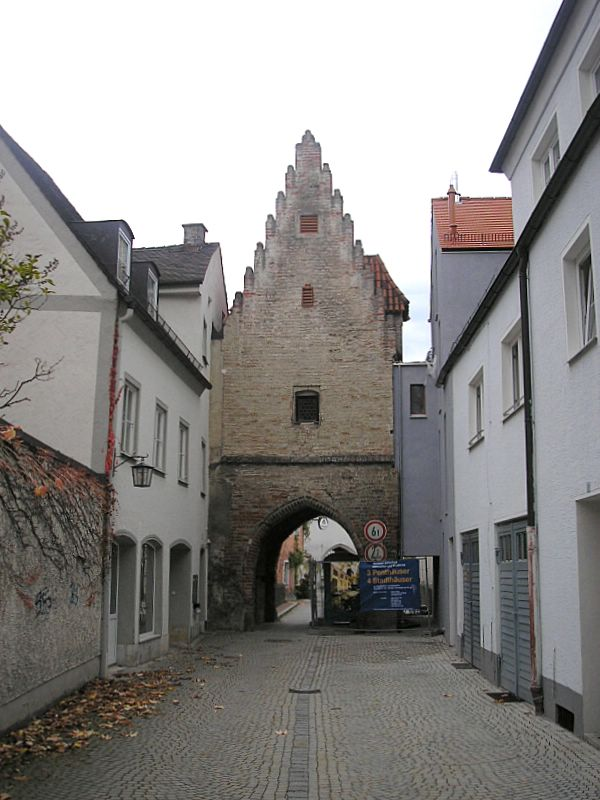
ベッカー門
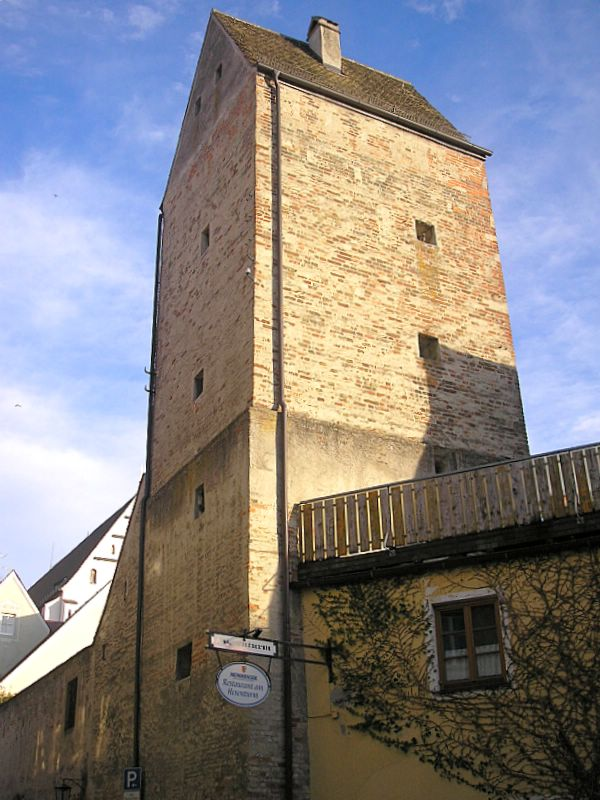
ヘクセン塔
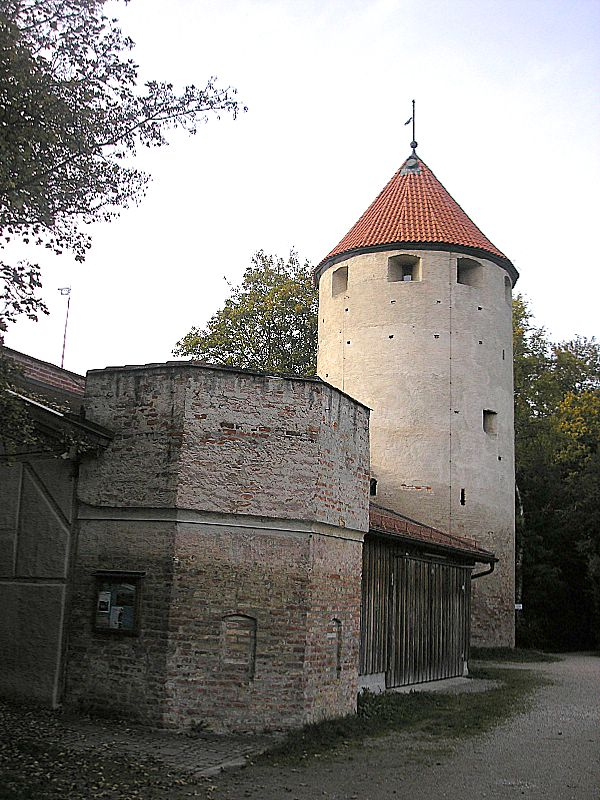
プルファー塔
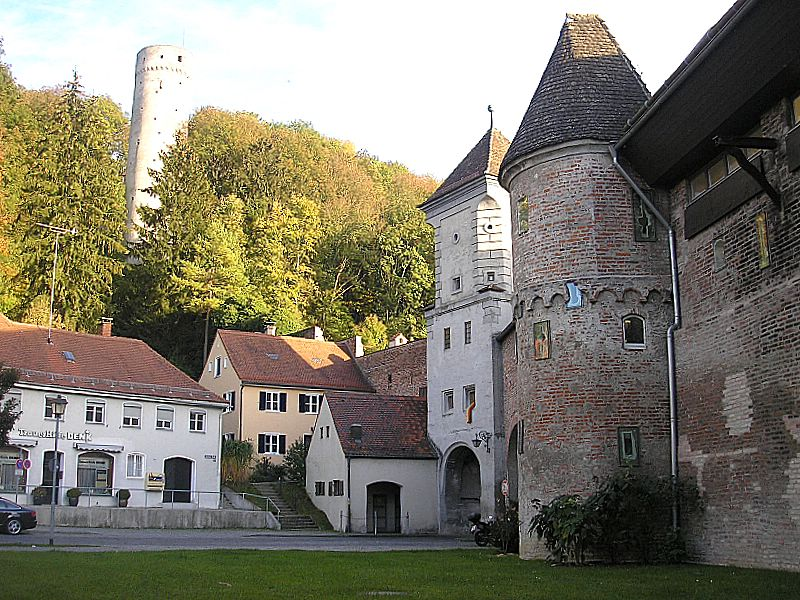
ザンダウアー門

### 記念の場所
- ヨーロッパのホロコースト記念の場所: 20世紀のランツベルク市民サークルの管理下にある
- 死の行進記念碑: ノイエン・ベルクシュトラーセ沿いにある強制収容所収容者の苦難の道を記念したレリーフ
- ランツベルク産業地区にあったカウフェリング第1収容所の強制収容所墓地

### 教会と礼拝堂

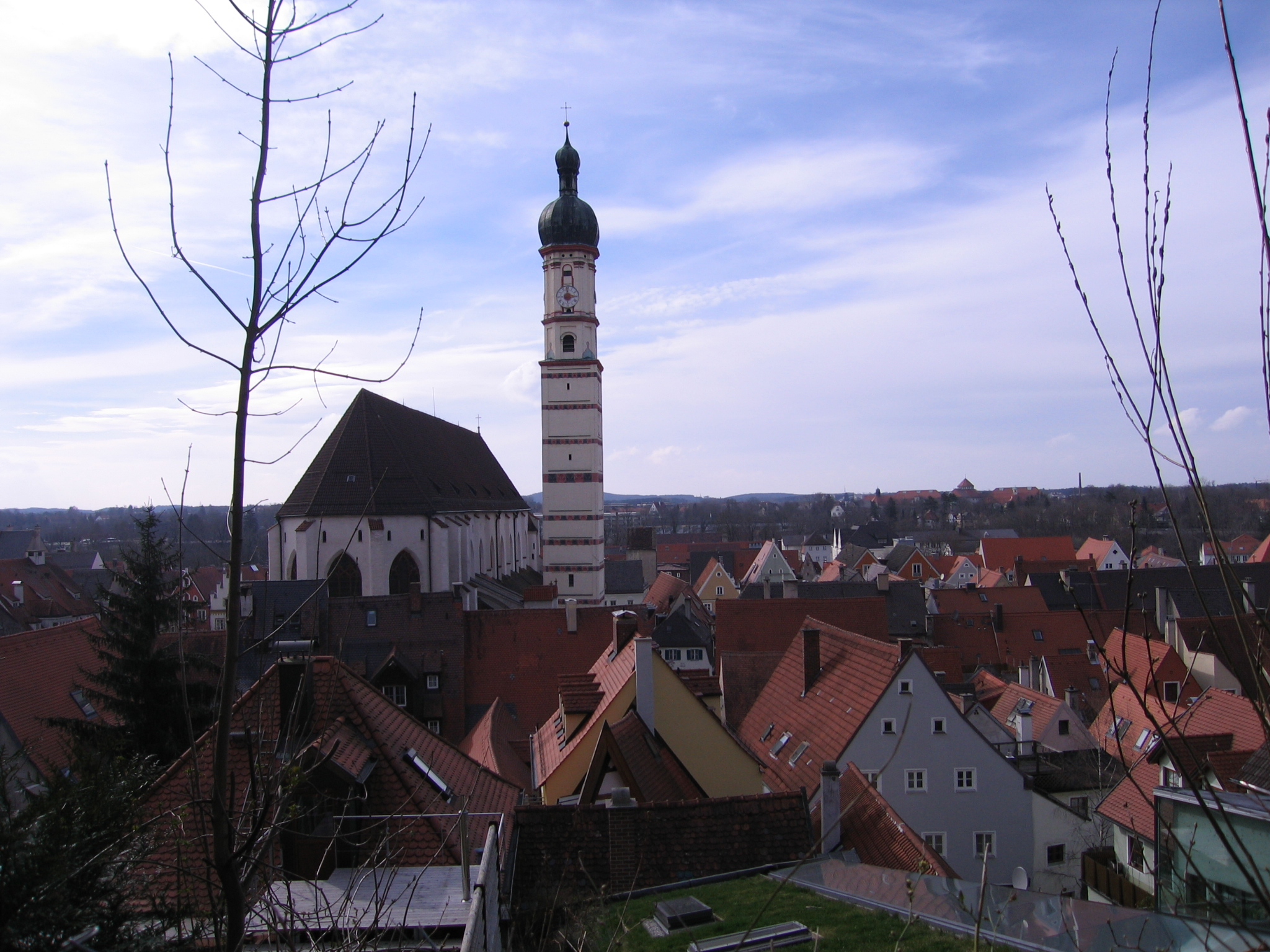
ランツベルク旧市街とマリア被昇天教会

#### 中核地区

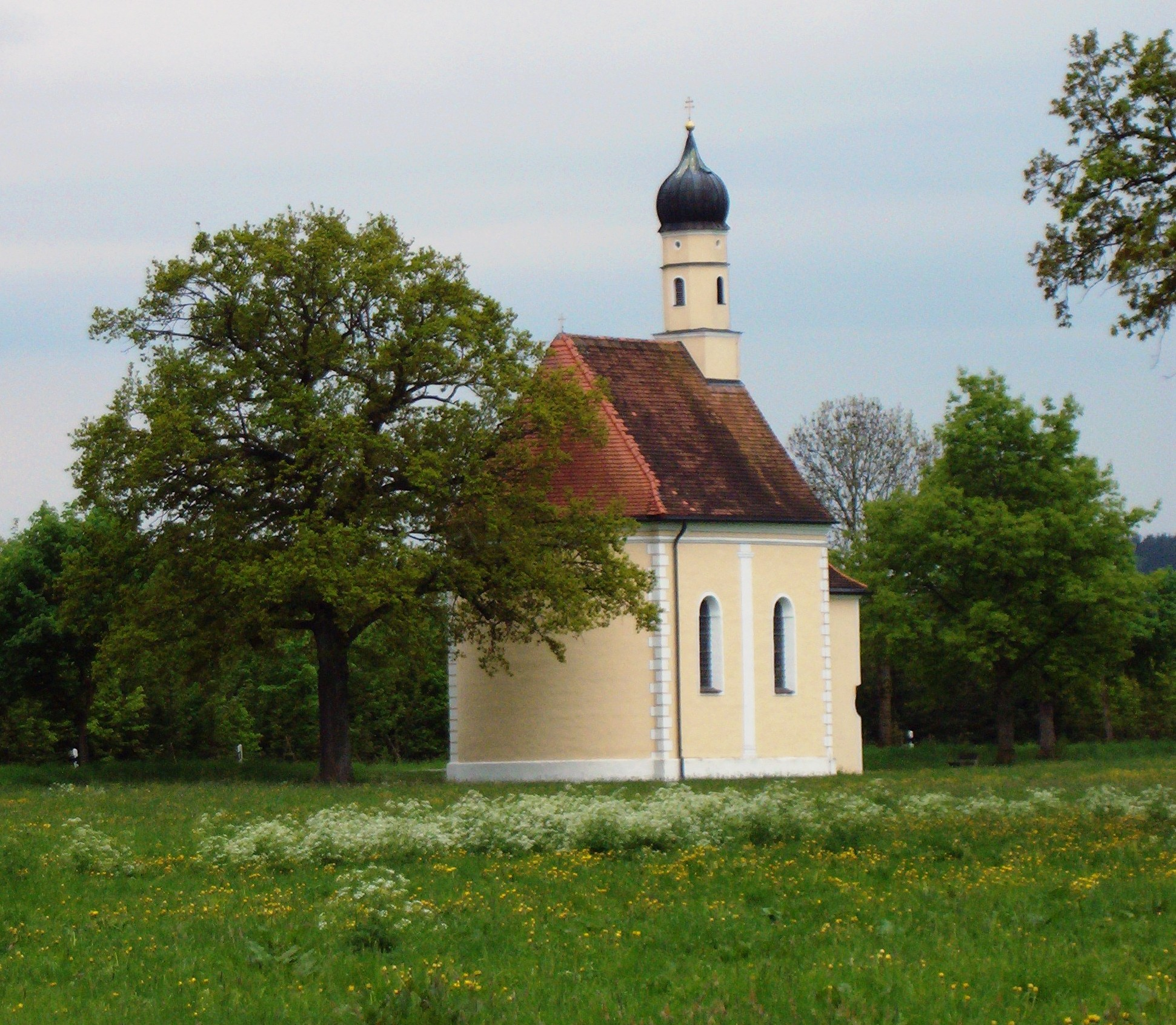
エアプフティングのマリア・アイヒ礼拝堂

- 都市教区教会マリア被昇天教会（1458年 - 1708年）ローレンツ・ルイドル作のバロック様式の十字架の道行きのクリッペがある
- マリア礼拝堂（1605年）マリア被昇天教会の南入口上階にある
- ヨハニス教会（1750年 - 1752年）ドミニクス・ツィンマーマンの建築
- 聖十字架教会、マルテーゼ教会とも呼ばれる。1754年献堂
- イグナティウス礼拝堂: 聖十字架教会堂の内陣上階（ルパート・マイヤーは第一次世界大戦で負傷した後最初のミサをここで行った）
- 聖天使教会（1967年）
- カタリーネンフォアシュタットの聖カタリーナ分教会（1890年 - 1892年）
- カタリーネンフォアシュタットの旧レプローゼン礼拝堂、古い墓地と小さな納骨堂がある
- 聖三位一体墓地教会（1596年 - 1598年）古い保護文化財になっている市立墓地にある
- シュペッティングの聖ウルリヒ墓地教会（1765年）
- ウルスリーネン修道院教会（1754年）
- ホーフグラーベンの泉の小教会（1756年）
- ヴァルトフリートホーフ（森の墓地）のアルトエッティンガー礼拝堂（1857年）
- プロテスタントのキリスト教会（1913年 - 1914年）
- 新使徒派教会（1970年）
- 聖クリスティーナ礼拝堂（1991年）

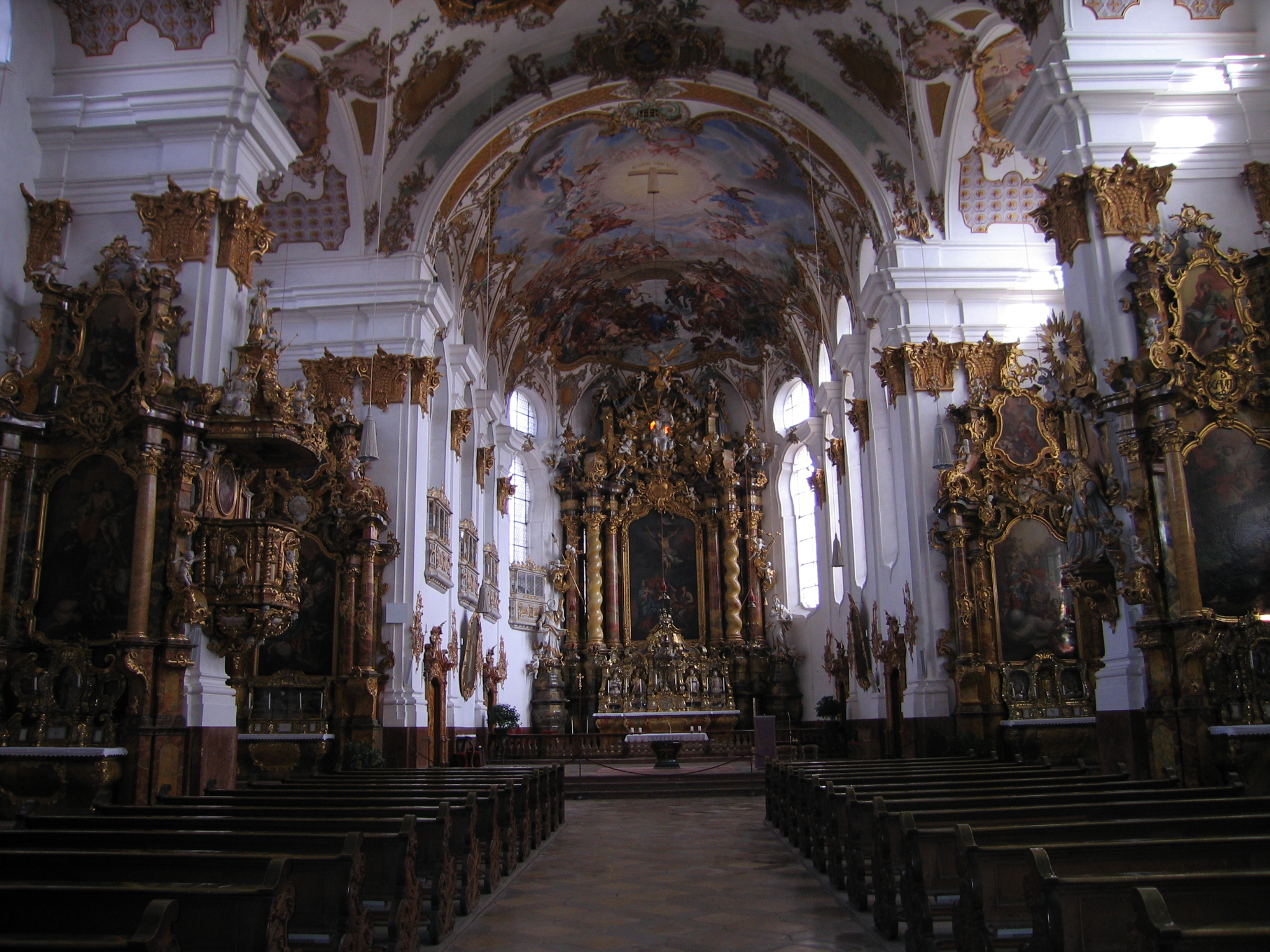
聖十字架教会
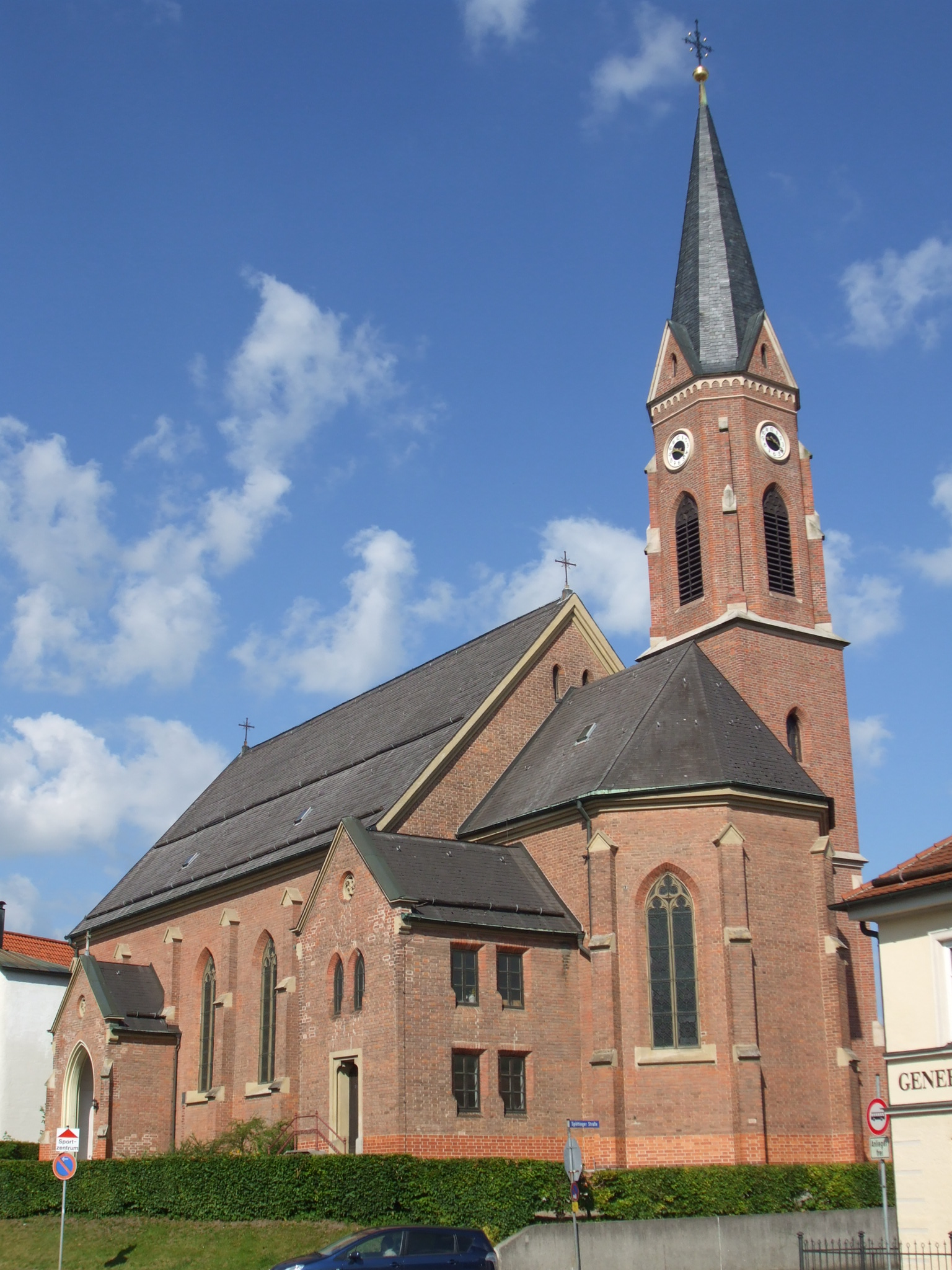
聖カタリーナ教会

#### 郊外区
- ザンダウ修道院の旧修道院教会、郡内で最も古い教会である（8世紀）
- ピッツリングのペーリング城の城内教会（1764年 - 1766年）
- ピッツリングの洗礼者聖ヨハネ教区教会（1435年）
- エアプフティングのマリア・アイヒ礼拝堂（1696年）
- ライシュのマリア被昇天分教会（1730年）
- エリクホーフェンの聖シュテファヌス分教会
- エリクホーフェンの聖ラッソ礼拝堂（1690年）
- エリクホーフェンの嘆きの聖母礼拝堂（1760年）

### 演劇
- ランツベルク市立劇場: バイエルンで最も古い市民劇場の一つ。1878年建造。

### 博物館
- 市立博物館: 1693年の建物
- 市立劇場の柱廊ホール（入れ替え展示）
- ムッター塔のヘルコマー博物館
- プフランツ靴博物館
- ランツベルク・アム・レヒ消防博物館

### 余暇
- インゼルバート（屋外プール）
- レヒタールバート（屋内プール、ウォータースライダー）
- レヒパーク・ペッシンガー・アウ（公園）
- オリンピア・キーノ（映画館）
- ランツベルク図書館
- オベーラー・レヒシュタウゼー（人造湖、水浴場、ウォータースポーツ）
- アンマー湖まで300km以上の自転車・遊歩道網

### メディア
- ランツベルガー・タークブラット（日刊紙）
- クライスボーテ・ランツベルク（週刊の地方紙）
- エクストラ・ランツベルク（週刊の地方紙）
- ランツベルガー・モナーツツァイトゥング（月刊の地方紙）
- パーティーツァイトゥング・ランツベルク（オンライン・イベント情報マガジン）

### 祭と催しもの
- リューテンフェスト: 4年に1度の中世風の子供祭
- 市祭: 毎年ハウプト広場で開催される
- 包囲祭: 毎年バイエル門で開催される
- D'Landsberger Wies'n: 毎年ヴァイツィンガー・ヴィーゼで開催される民俗祭
- ヘルコマー・コンクール: クラシックカーを使って行われるツーリングカーラリー、毎年開催
- 南ドイツ陶器市: 毎年開催
- ランツベルクのクリスマスプレゼント市: 毎年開催
- ランツベルクの芸術の夜: 毎年旧市街全域で開催される
- ランツベルク＝アンマーゼー＝メッセ: 手工芸・産業展、毎年開催
- ランツベルクの夏の音楽祭: 毎年開催
- ランツベルクのオルガンの夏: 毎年開催
- オープン・エア・キーノ（野外映画祭）: ロースマルクトのロマンティックな舞台装置の中で毎年開催される
- ランツベルクのクロイツマルク: 毎年開催
- ランツベルクの週の市: 毎週水曜日と土曜日
- ランツベルクの農民市: 毎週開催
- ランツベルクの都市市「ツェーダー・マルクト」: ツェーダー街で日曜を除く毎日開催
- ランツベルクのファイト市: 毎年開催、この日は例外的に日曜日に店が開く
- レヒシャル・フェスティバル: 毎年ランツベルク青年センターで開催される

### 公園
- ペッシンガー・アウの猟獣園
- ムッター塔の公園
- レヒ川西岸のイギリス式庭園
- レヒ通り沿いのルナパーク

### 名物料理
- 「ランツベルガー・リング」は豚肉と牛肉およびジャガイモから作られる腸詰めで、ザウアークラウトとともに供される。
- 「ランツベルガー・ラート」は中世のレシピに従って作られた甘い植物香辛料入りリキュール。
- 「ランツベルガー・ゴルト」は2008年2月20日から醸造されているビール。2009年5月には「ランツベルガー・ヴァイセ」という名前で白ビールも発売された。

### スポーツクラブ
- FT ヤーン・ランツベルク e.V.
- 1.BCランツベルク、ビリヤード
- DJKランツベルク、バスケットボール
- EVランツベルク2000、アイスホッケー
- TSVランツベルク、サッカー
- SV D.I.T.I.B ランツベルク、サッカー
- SVテュルクシュポーア・ランツベルク、サッカー
- AFVランツベルクX-PRESS、アメリカン・フットボール
- テニスクラブ・ランツベルクe.V.

## 経済と社会資本

### 地元企業
- ラティオナルAG、業務用調理器具
- ADAC技術センター・サービスセンター「ゲルベ・エンゲル」南ドイツ
- LUTZフライシュヴァーレンAG、食肉加工品
- E.ONヴァッサークラフトAG、水力発電
- ペッティンガーGmbH、農機具
- クラウスナー・ホルツ・バイエルンGmbH、木材流通業
- ヴェバスト・ゾーラーGmbH、ソーラーシステム
- 3M ESPE AG、デンタルケア用品

### 交通
- ランツベルク駅: 1872年建造、2005年にドイツで初めて民営の駅となり、「2007年の駅」に選ばれた。
- ZOBランツベルク: 乗り合いバスのバスステーション
- 連邦アウトバーン A96号線 ミュンヘン - リンダウ
- 連邦道 B17号新線: アウクスブルク - ランツベルク・アム・レヒ/西
- 連邦道 B17号線: ロマンティック街道 ランツベルク - フュッセン - ロイテ
- レヒフェルト鉄道: アウクスブルク - ランツベルク

### 公共機関
- 連邦移民・難民局ランツベルク・アム・レヒ支所
- 連邦技術救難隊レンツベルク・アム・レヒ連盟
- 連邦管財事務所ミュンヘン、ランツベルク・アム・レヒ支所
- バイエルン州の刑務所
- ランツベルク・アム・レヒ区裁判所
- ランツベルク・アム・レヒ市当局
- ランツベルク・アム・レヒ郡庁
- ランツベルク・アム・レヒ税務署
- ランツベルク・アム・レヒ職業安定所
- 州のランツベルク・アム・レヒ建設局
- ランツベルク・アム・レヒ保健所
- ランツベルク/シュタルンベルク登記所
- ランツベルク・アム・レヒ営林署
- 連邦軍ヴェルフェン兵舎、第13空軍整備グループ、空軍航空兵器システム・プログラムセンター

### 病院
- クリニクム・ランツベルク・アム・レヒ
- オーバーバイエルン行政管区の精神病クリニック（クリニクム・ランツベルク内にある）

### 教育

#### 職業教育
- オーバーバイエルン行政管区のランツベルク・アム・レヒ農業教育センター
- 州立職業学校ランツベルク・アム・レヒ
- オーバーバイエルン行政管区の養蜂家学校、蜜蜂学習センターと学習養蜂場を併設している。
- 看護職業専門学校

#### 上級学校
- 自由ヴァルドルフ学校ランツベルク
- ドメニクス・ツィンマーマン・ギムナジウム
- イグナーツ・ケーグラー・ギムナジウム
- ヨハン・ヴィンクルホーファー実科学校
- ランツベルク上級専門学校

#### 特殊学校
- SFZ 特殊学校ランツベルク・アム・レヒ

## 人物

### 出身者
- ドミニクス・ツィンマーマン（ドミニクス・ツィンメルマンとも、1685年 - 1766年）ロココの建築家。ヴィースの巡礼教会の建設者として知られる。1748年から1753年までこの街の市長を務めた。ドミニクス・ツィンマーマン・ギムナジウムは彼にちなんで名付けられた。
- フーベルト・フォン・ヘルコマー（ユベール・フォン・ハーコマーとも、1849年 - 1914年）イギリスで活躍した画家、彫刻家、音楽家、著述家。ドイツでのモータースポーツの普及に努めた。ランツベルク・アム・レヒにムッター塔（母の塔）を建設した。
- ヴィルヘルム・フォン・レープ（1876年 - 1956年）第二次世界大戦中の陸軍元帥。ヒトラーと衝突し解任された。閉鎖されたリッター・フォン・レープ兵舎は彼にちなんで命名された。
- エルヴィン・ネーアー（1944年 - ）化学者、生物学者。ノーベル医学・生理学賞受賞者（1991年）。
- ユリアン・ナーゲルスマン サッカー選手、監督
- フロリアン・ノイハウス　サッカー選手

### ゆかりの人物
- ジョニー・キャッシュ（1932年 - 2003年）カントリー・シンガー、ソングライター。彼はランツベルクで最初のバンド（ランツベルク・バーバリアンズ）を結成した。また、ランツベルク・アム・レヒの通信局の無線通信技師であった。

## その他
かつて国家社会主義の中心的な重要都市であり、軍事施設が近隣（たとえば1935年以降のペンツィヒ空軍基地）あるいは市内（たとえばザールブルク兵舎）にあったにもかかわらず、ランツベルク・アム・レヒはドイツの郡庁所在地の中で連合軍による空爆被害が最も少なかった都市の一つである。
新聞の記述によれば1944年4月にミュンヘンへ空爆に向かう1機の戦闘爆撃機が、現在のゲオルク・ヘルマイアー広場に面した中世風の家屋に小さな爆弾を投下した。169番地のこの建物は現在カフェとして営業しているが、1980年代の初めに保護文化財として再建されたものである。